# Утицы
Утицы — деревня в Можайском районе Московской области, в составе Сельского поселения Борисовское. Численность постоянного населения по Всероссийской переписи 2010 года — 4 человека. До 2006 года Утицы входили в состав Ямского сельского округа.
Деревня расположена в юго-западной части района, примерно в 10 км к западу от Можайска, в 1 км юго-западнее железнодорожной станции Бородино, высота центра над уровнем моря 224 м. Ближайшие населённые пункты — посёлок Бородино на северо-восток и Артёмки на юге.
Вблизи деревни, 26 августа (7 сентября) 1812 года, произошёл один из значительных эпизодов Бородинского сражения — бой за Утицкий курган.